# Piedra pez

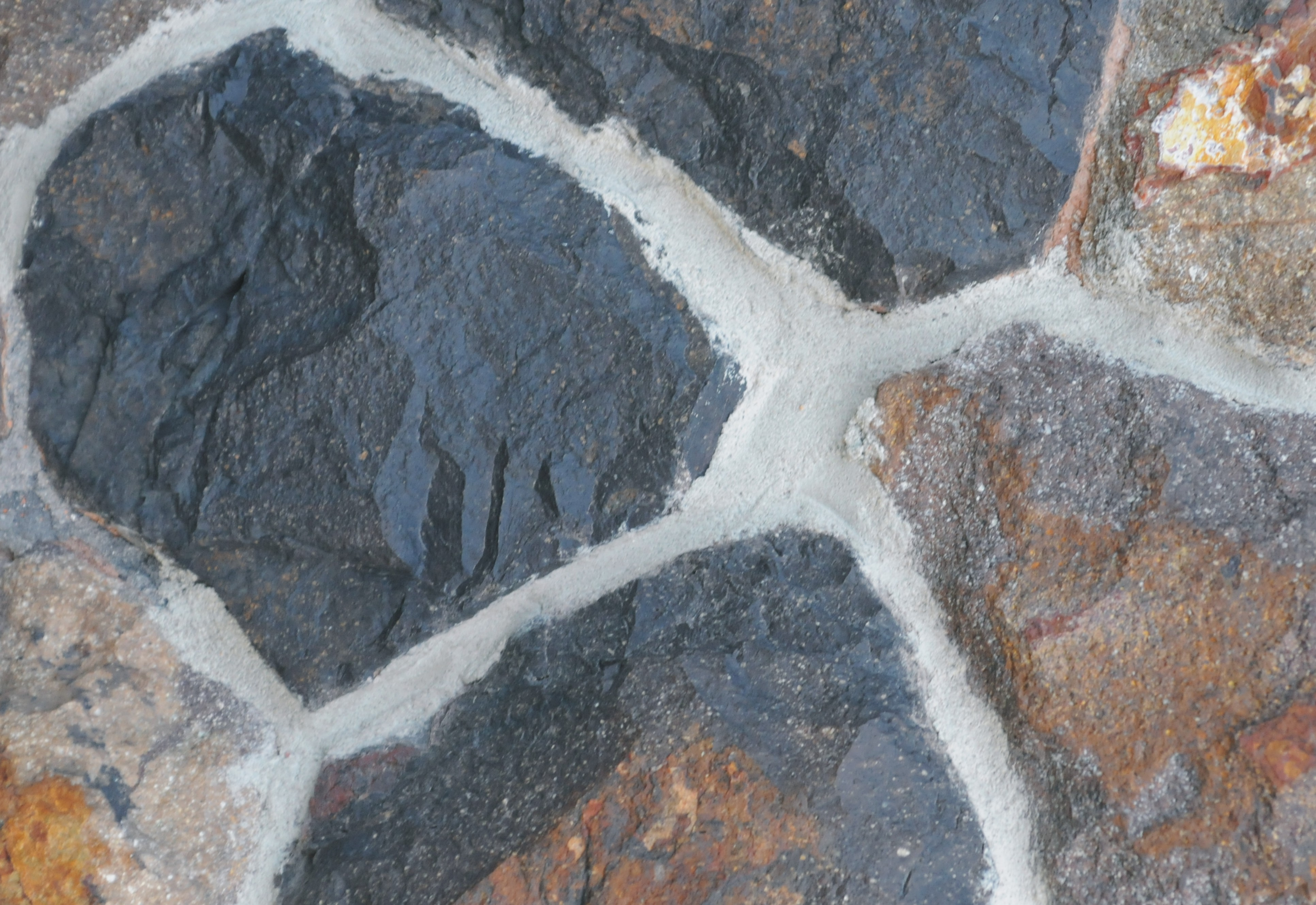
Piedra pez utilizada en una construcción.

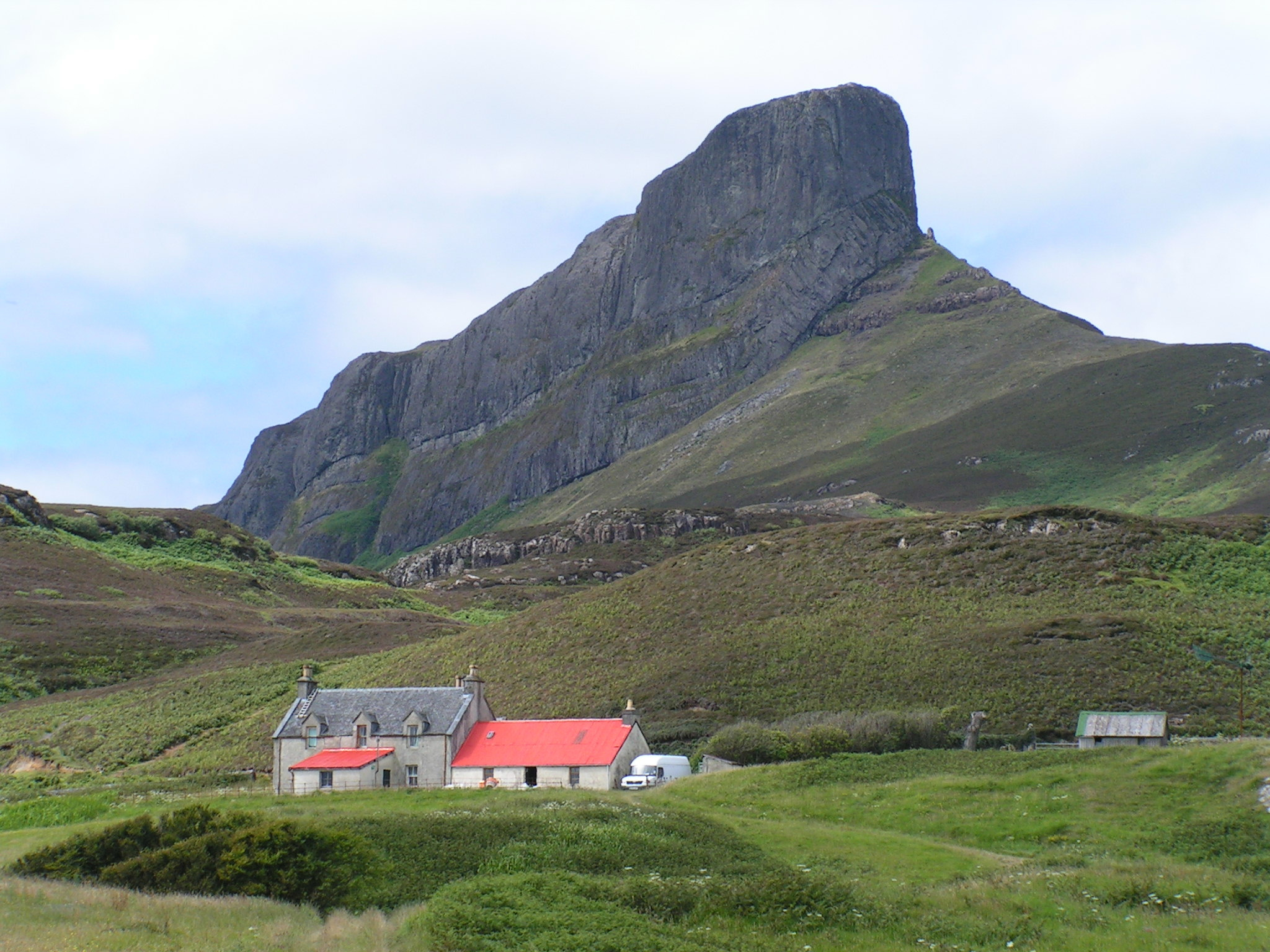
Cerro Pitchstone, en An Sgùrr, Eigg, Escocia. Este cerro tiene como origen un flujo de lava sobre un valle y la posterior erosión.

La piedra pez, resinita, cuarzo resinita o retinita es una variedad de roca volcánica dentro de las riolitas, como la obsidiana o la perlita.

## Propiedades
Se puede encontrar en una amplia gama de colores tales como negro, amarillo, verde, gris, rojizo, etc. y con distribución del mismo moteado, manchado o uniforme, pero todas de lustre resinoso en vez del vidrioso de la obsidiana, y fractura concoidea. Es una roca extrusiva muy resistente a la erosión. Su mecanismo de formación no es bien conocido, pudiendo ser una desvitrificación de la obsidiana.
Por lo general contienen pequeños fenocristales de cuarzo, feldespato, piroxeno u hornblenda.

## Ocurrencia
Existen depósitos de roca pez en Alemania, en Rotliegendschichten cerca de Zwickau, en Garsebacher (Suiza), comunidad Klipphausen en Meissen, así como en el sur de la Selva Negra. Un caso único  importante del Carbonífero superior es la bola de piedra pez de Spechthausen, en los bosques Tharandt. Otros depósitos importantes se pueden encontrar en las islas escocesas de Arran, Mull, Skye y Eigg.

## Uso
La piedra pez de Arran ha sido utilizada desde el Mesolítico para elaborar herramientas. En el Neolítico estos artefactos se exportaron desde Escocia a Irlanda.